# Gladde dolfijnen
Gladde dolfijnen (Lissodelphis) vormen een geslacht binnen de familie van de dolfijnen (Delphinidae). Er zijn twee soorten: de noordelijke gladde dolfijn (Lissodelphis borealis) en de zuidelijke gladde dolfijn (Lissodelphis peronii). Ze zijn herkenbaar aan het ontbreken van een rugvin.
De naam Lissodelphis komt uit het Grieks en betekent gladde (lisso) dolfijn (delphis).

## Kenmerken
Gladde dolfijnen zijn dolfijnen die overwegend zwart zijn, maar wit zijn aan de onderkant. De zuidelijke gladde dolfijn heeft echter meer wit dan de noordelijke: ze zijn wit op hun flanken, borstvinnen, snuit en voorhoofd. De zuidelijke soort is ook groter en zwaarder. Beide soorten hebben geen rugvin. Het zijn slanke en kleine soorten in vergelijking met andere dolfijnen. Ze hebben puntige borstvinnen en een kleine staartvin. Ze leven ongeveer 40 jaar.
De beide soorten behoren tot de snelste zwemmers. Ze halen snelheden van 40 km/u en kunnen zo'n 7 meter ver springen. 

## Voorkomen
De twee soorten gladde dolfijnen komen niet in hetzelfde gebied voor: de noordelijke gladde dolfijn komt voor in gematigde diepe delen van de Grote Oceaan; de zuidelijke soort komt dan weer vooral voor tussen 40° en 55° ZB en wordt vooral gezien in de Tasmaanse Zee.

## Gedrag
Gladde dolfijnen komen voor in grote groepen van enkele honderden tot zelfs 3000 exemplaren. Beiden worden ze vaak gezien in de nabijheid van andere dolfijnsoorten.
De soorten kunnen zowel heel hevig als heel rustig zijn. Ze mijden gewoonlijk wel boten, maar zwemmen soms mee op de golven.

## Relatie met mensen
Geen van beide soorten wordt momenteel bejaagd en worden geacht veilig te zijn onder de huidige omstandigheden.